# ルドルフともだちひとりだち
『ルドルフともだちひとりだち 〜続：ルドルフとイッパイアッテナ〜』は、斉藤洋作の児童文学作品。絵は杉浦範茂。野間児童文芸新人賞受賞作。
『ルドルフとイッパイアッテナ』の続編。1988年に講談社児童文学創作シリーズから刊行。
前作同様、NHKの『母と子のテレビ絵本』（現『てれび絵本』）でアニメ化された。
2016年に、前作と本作を原作とした劇場アニメ作品が公開された。

## あらすじ
デビルとの一件で岐阜へ帰ることを一度はやめたルドルフ。
イッパイアッテナの飼い主の家があった空き地では、新しい家が建てられている。
その家の住人は、アメリカから帰ってきたイッパイアッテナの飼い主・日野だった。
その後、日野の家で生活し始めたルドルフは、岐阜にいる飼い主を思い「ノラねこ」と「飼いねこ」の間で苦悩する。
そしてブッチーやイッパイアッテナの協力もあり、ルドルフは一匹で東京から岐阜へ帰ることになる。
トラックを乗り継ぎ、歩き、やっとの思いで岐阜に辿り着いたルドルフ。
しかし、リエちゃんの家では、別の黒猫が飼われていた。その猫も「ルドルフ」という名前だった。
その黒猫は、リエちゃんの母親がリエちゃんに、猫は一匹しか飼えないと約束させていたと話した。
それを聞いたルドルフは思わず、自分は「イッパイアッテナ」という名前の野良猫だとうそをついてその場を去り、東京行きの魚屋のトラックの荷台にもぐりこんだ。

## キャラクター
ルドルフ
前作よりも大人になったルドルフ。前回、デビルに仕返しをしたことが有名になり、ドラゴン兄弟に挑戦されるが、イッパイアッテナの手助けで事なきを得る。
本作では1人でトラックを乗り継いで岐阜に行き、リエちゃんの家に向かう。しかし…。
イッパイアッテナ
ルドルフの兄貴分。神社にやってきたドラゴン兄弟を1分たらずで退治する。
日野さんを探すべくアメリカへ向かおうとするが、日野さんが日本に帰ってきたため、再び日野さんの飼い猫になる。
ブッチー
金物屋の飼い猫。最近は女の子に興味を持った模様。
デビル
ブルドッグ。ポインターからルドルフとブッチーを守り、イッパイアッテナやルドルフ、ブッチーと和解する。
イッパイアッテナがアメリカへ行くと聞いたため、ステーキを食べたふりして隠し、それを出してパーティを開いた。
日野さん
イッパイアッテナの飼い主。アメリカですき焼き屋をはじめ、それが繁盛し、会社をいくつも持つ大金持ちになる。
日本とアメリカを行き来する必要が出てきたため、かつて借りて住んでいた土地を買い、日本での住居とした。
おばあさん
前作で、ルドルフが魔女と間違えたおばあさん。日野さんのお手伝いさんとなる。
ドラゴン兄弟
飼い猫の三人兄弟で、上からブラッド、ジャック、テリー。ブラッドは今回登場しない。
ルドルフに挑戦するが、イッパイアッテナに叩きのめされ逃走。
次作で判明することであるが、彼らは市川の常磐線の線路から総武線の線路までと言った広大な縄張りを持っており、ルドルフに挑戦した理由は、犬をやっつけた猫を倒せば兄弟の評判が上がると安易に考えたため。
リエちゃん
ルドルフの飼い主。しかし、ルドルフが帰ってきたときには…。
ポインターと飼い主
蛇を見に行ったルドルフとブッチーに襲い掛かったポインターとその飼い主。
デビルに襲われて退散。
トラックの運転手
厚木インターチェンジの料金所で、岐阜へ向かう途中のルドルフに気づき、「猫のヒッチハイク」として自分の目的地である浜松インターチェンジまでルドルフを乗せた。
ルドルフの言葉を聞いて、名前が「ねこざえもん」であり、浜松で八百屋をやっている叔父の見舞いに行く途中であると勝手に解釈していた。

## 書籍
- ルドルフともだちひとりだち 〜続：ルドルフとイッパイアッテナ〜（1988年、講談社）ISBN 978-4-06-133509-7
  - ルドルフともだちひとりだち 〜続：ルドルフとイッパイアッテナ〜（2016年、講談社文庫）ISBN 978-4-06-293401-5
劇場アニメで声の出演をした井上真央、鈴木亮平の対談を収録。

## ビデオ作品
- NHK ルドルフともだちひとりだち（1991年9月21日、ポニーキャニオン）
NHKの『母と子のテレビ絵本』で放送したアニメを収録したVHS作品。

## シリーズ作品
- ルドルフとイッパイアッテナ
- ルドルフといくねこくるねこ
- ルドルフとスノーホワイト